# Caecidotea bilineata
Caecidotea bilineata är en kräftdjursart som beskrevs av Lewis och Bowman 1996. Caecidotea bilineata ingår i släktet Caecidotea och familjen sötvattensgråsuggor. Inga underarter finns listade i Catalogue of Life.